# Tōrin-in
Le Tōrin-in (東林院, Tōrin-in, « cloître des bois de l'est ») est un sous-temple du complexe de temple  Myōshin-ji à Kyoto au Japon. En tant que tel, il est affilié à l'école Myōshin-ji du Bouddhisme Zen japonais Rinzai.

## Nom
Le Tōrin-in tient son nom du temple Donglin (Jiangxi) (东林寺|t=東林寺) au pied du mont Lu Shan en Chine.
En raison d'un fameux  bois de sal vieux de 300 ans sur son terrain, il est familièrement connu sous le nom « temple du bois de sal » (沙羅双樹の寺, sarasōju-no-tera). Chaque mois de juin a lieu un festival pour célébrer l'arbre sal et ses fleurs.

## Histoire
Le Tōrin-in est fondé en 1531 à Kamigyō-ku comme temple familial pour le clan Hosokawa et nommé 三友院 (Sanyū-in). En 1556, il passe au clan Yamana, dont il est encore aujourd'hui le temple de famille, et déplacé à son actuel emplacement au sein du Myōshin-ji et renommé Tōrin-in.

## Référence
- (en) Cet article est partiellement ou en totalité issu de l’article de Wikipédia en anglais intitulé « Tōrin-in » (voir la liste des auteurs).